# Commonwealth Scientific and Industrial Research Organisation
Die Commonwealth Scientific and Industrial Research Organisation (CSIRO) ist die staatliche Behörde Australiens für wissenschaftliche und industrielle Forschung. Dienstsitz ist Canberra. Es gibt 13 Forschungsabteilungen. 1916 wurde die Advisory Council of Science and Industry (deutsch Beratungsgremium für Wissenschaft und Industrie) gegründet. 1926 wurde dieses umbenannt und erhielt ihren heutigen Namen.
Zu den Errungenschaften der Behörde gehören die Atomspektroskopie, die ersten Kunststoffgeldscheine, Insektenrepellenten, verschiedene Methoden der Gentechnik sowie die Einführung von Myxomatose zur Eindämmung der Kaninchenplage in Australien. Im Oktober 2005 berichtete die Fachzeitschrift Nature, dass es Forschern der CSIRO gelungen ist, Resilin künstlich zu erzeugen, womit die Herstellung eines nahezu perfekten Gummis möglich sein wird.
Forscher der CSIRO haben die Grundlagen der WLAN-Technologie entwickelt und die Behörde war im Besitz des entsprechenden Patents. Das Recht der CSIRO, Patentgebühren zu verlangen, wurde jedoch von Konzernen wie Microsoft, Apple und Dell in Frage gestellt und mit einer Sammelklage beklagt.
Die Behörde hat über 6600 Mitarbeiter. Sie betreibt 55 Forschungseinrichtungen in Australien, Frankreich und Mexiko.

## Projekte (Auswahl)
- Atlas of Living Australia: Online-Datenbank der Tiere, Pflanzen und Pilze Australiens
- Forschung mit chinesischen Fledermaus-Viren am Animal Health Laboratory, Geelong[5]
- System für autonome Gefechtsfahrzeuge (ACW Wiesel mit RMIT, Rheinmetall u. a.)[6]